# Hugo I de Vermandois
Hugo I de Vermandois (1057 - Tarso, 18 de outubro de 1101) foi conde de Vermandois de 1080 até à sua morte (condado composto pelos senhorios de Saint-Quentin e Péronne) e um dos líderes da Primeira Cruzada. Era filho do rei Henrique I de França com Ana de Quieve, e irmão mais novo do rei Filipe I de França.
Guilherme de Tiro chamou-o de Hugo Magnus (Hugo o Grande), cognome tomado após a conquista de Antioquia, mas foi um líder e soldado ineficaz. No entanto, Magnus também pode significar o Velho, por oposição a Hugo II de Vermandois, conde de 1152 a 1160. E o historiador Steven Runciman afirma que se trata de um erro de copista, que deveria ser minus (o jovem) por ser o irmão mais novo do rei da França.
No início de 1096, Hugo e Filipe I (que não podia participar porque fora excomungado) começaram a discutir a cruzada depois de as notícias do Concílio de Clermont chegarem a Paris. E Hugo pode ter sido influenciado a tomar a cruz depois de assistir a um eclipse lunar em 11 de fevereiro de 1096.

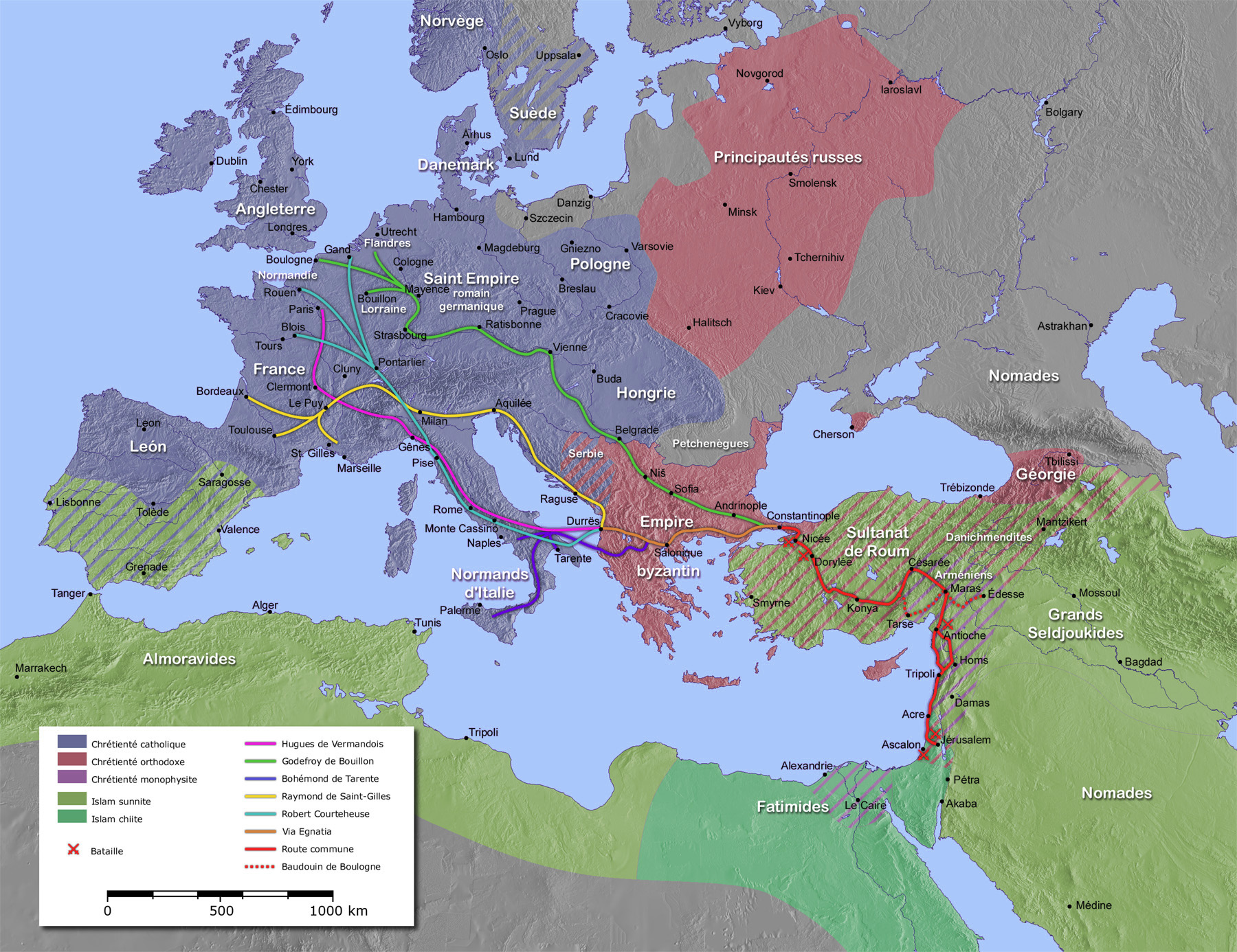
Rotas dos líderes da Primeira Cruzada. Hugo de Vermandois seguiu no trajecto marcado a lilás até Dirráquio, depois a laranja até Constantinopla, e por fim a vermelho até Antioquia

Nesse Verão, as forças de Hugo saíram da França e dirigiram-se para a Itália. No caminho, muitos dos populares que tinham sido liderados pelo conde Emico de Flonheim na perseguição antissemita que assolara a Renânia juntaram-se a Hugo, após a sua derrota contra os húngaros. Ao contrário dos outros exércitos cruzados que viajaram por terra, Hugo atravessou o mar Adriático, partindo de Bari, em direcção aos territórios do Império Bizantino. Mas uma tempestade ao largo do porto bizantino de Dirráquio destruiu muitos dos seus navios.
Os sobreviventes foram salvos e escoltados para Constantinopla, onde chegaram em Novembro. Segundo a Alexíada (a biografia do imperador Aleixo I Comneno escrita pela sua filha Ana Comnena), antes da sua chegada, Hugo tinha enviado uma carta arrogante e insultuosa para Aleixo, exigindo que este o fosse receber:
| “ | Sabei, ó rei, que eu sou rei de reis, e superior a todos os que estão sob o céu. Vós tendes agora permissão para me saudar, à minha chegada, e para me receber com magnificência, como é próprio à minha nobreza. | ” |

Aleixo já tinha tido problemas com os ocidentais, com a populaça que seguira Pedro o Eremita na Cruzada Popular no início desse ano. Por isso manteve Hugo preso em um mosteiro até este lhe fazer um juramento de vassalagem. Durante vários meses foram chegando mais forças cruzadas, e subitamente os bizantinos tinham um exército de cerca de 4.000 cavaleiros e 25.000 soldados a pé acampados às portas da sua capital. Mas os cristãos ocidentais e orientais tinham objectivos diferentes: os segundos queriam ajuda para reconquistar as terras que os turcos seljúcidas lhes haviam tomado.
Depois de os cruzados atravessarem o território seljúcida e, em 1098, conquistarem Antioquia, Hugo foi enviado para Constantinopla para apelar o envio de reforços do imperador. Mas Aleixo recusou e Hugo, em vez de voltar a Antioquia para ajudar a planear o cerco de Jerusalém, voltou à França. Lá foi criticado por não ter cumprido o seu voto de cruzado de concluir a peregrinação à Cidade Santa, e o papa Pascoal II ameaçou-o de excomunhão. Assim, aderiu à Cruzada de 1101, na qual foi ferido em batalha contra os turcos em Setembro. Morreu a 18 de outubro de 1101 em Tarso de ferimentos em batalha junto ao rio Hális contra os gregos.

## Casamentos e descendência
Hugo casou-se com Adelaide de Valois e Crépy, filha de Herberto IV de Vermandois e Alice de Crépy. Deste casamento nasceram:
- Matilde de Vermandois (1080-1130), casada em 1090 com Raul I de Beaugency
- Beatriz de Vermandois (1082 - depois de 1144), casada com Hugo III de Gournay-en-Bray
- Raul I de Vermandois (1085-1152), sucessor dos pais nos seus domínios
- Isabel de Vermandois (c.1085-1131), casada com Roberto de Beaumont, conde de Meulan e 1.º Conde de Leicester, e depois com Guilherme de Warenne, 2.º Conde de Surrey
- Constança de Vermandois (n.1086), casada com Godofredo de la Ferte-Gaucher
- Inês de Vermandois, casada com o marquês Bonifácio del Vasto e mãe de Adelaide del Vasto
- Henrique (1091-1130), senhor de Chaumont-en-Vexin
- Simão (1093-1148), bispo de Noyon
- Guilherme (n.c.1094 ou 1096) (talvez o nobre casado em 1119 com Isabel, filha de Luís VI de França)